# Pázmány Péter utca (Esztergom)

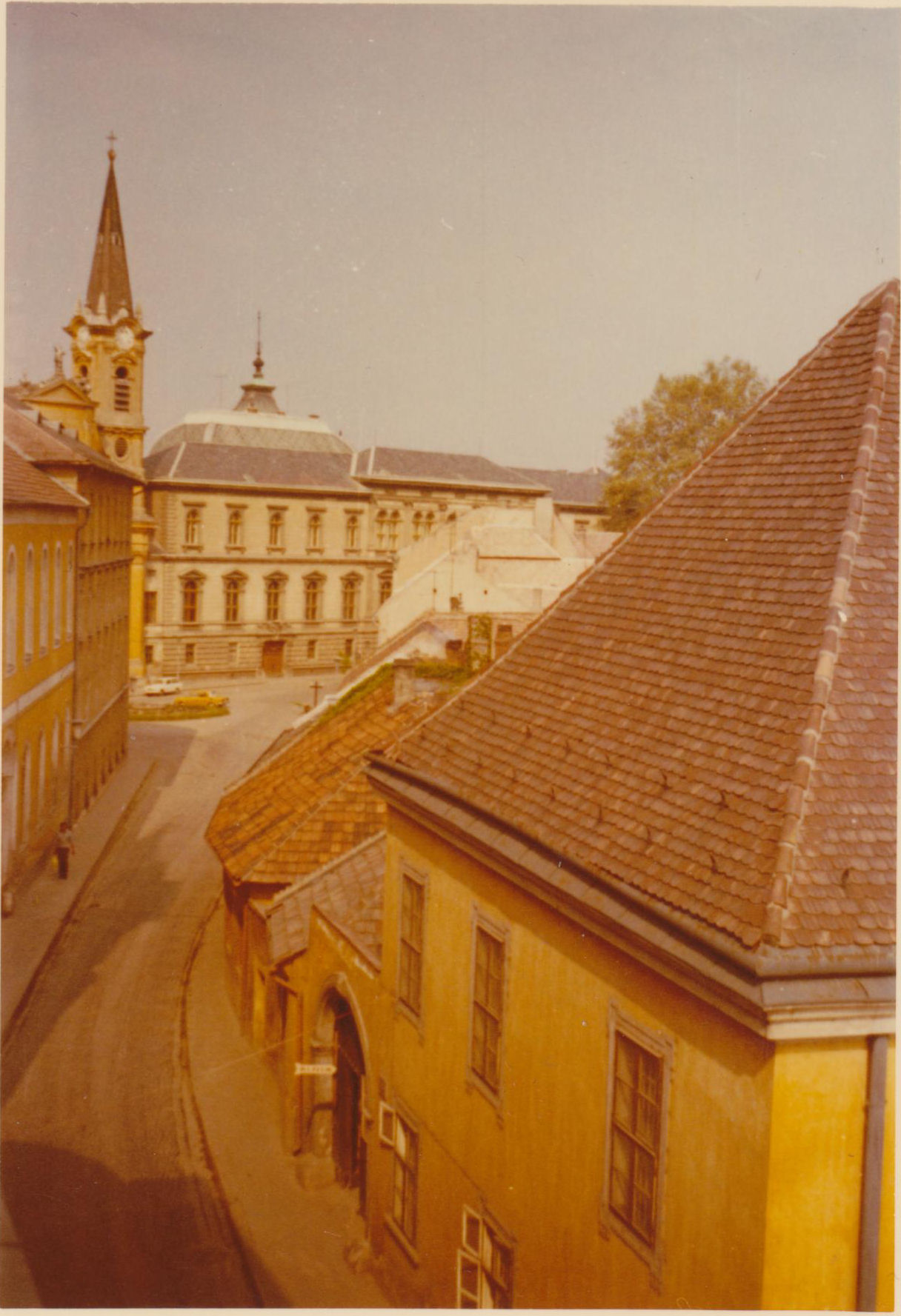
1975-ös látkép

Az esztergomi Pázmány Péter utca a királyi vár alatt húzódik, a  Víziváros „főutcája”. Jobb oldalán középkori eredetű épületek sorakoznak. A terület már a 13. században érseki birtok volt és helyén város állt. Keleti határa hozzávetőlegesen a Batthyány Lajos utca – Liszt Ferenc utca vonalánál található. Az utcában, és környékén több filmet, reklámfilmet is forgattak az utóbbi időkben. (Pl: Last Run – Végső játszma)
Mai nevét 1990-ben kapta. Előtte 1790-től Öreg út, 1830-tól Fő út, 1838-tól Uri utca, 1891-től ismét Fő út, 1897-től Ferenc József út, 1954-től Bajcsy Zsilinszki utca volt.
1940 és 44 között a mai Táncsics Mihály utca viselte a Pázmány Péter út nevet.

## Meghatározó épületei

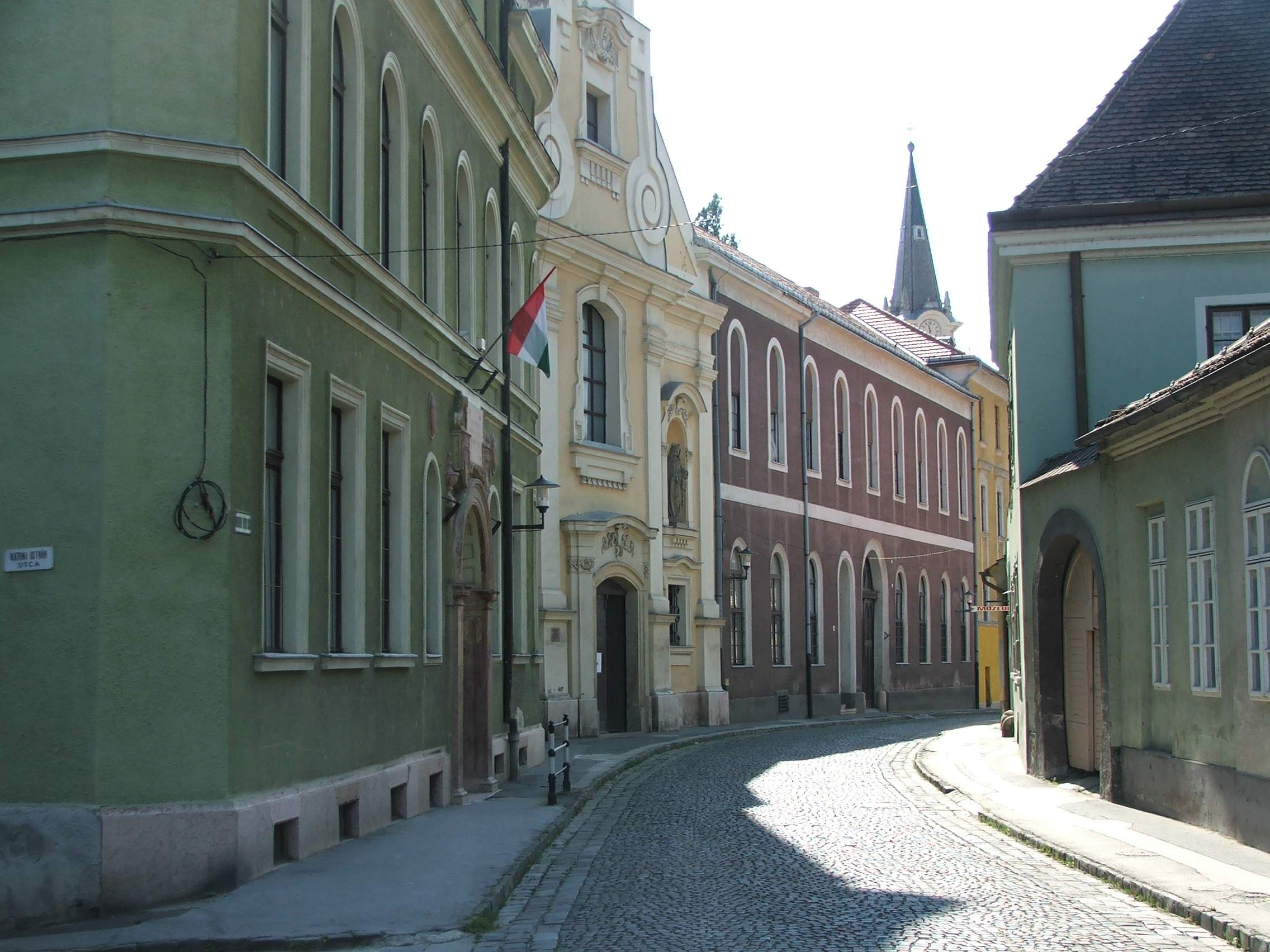
Utcarészlet

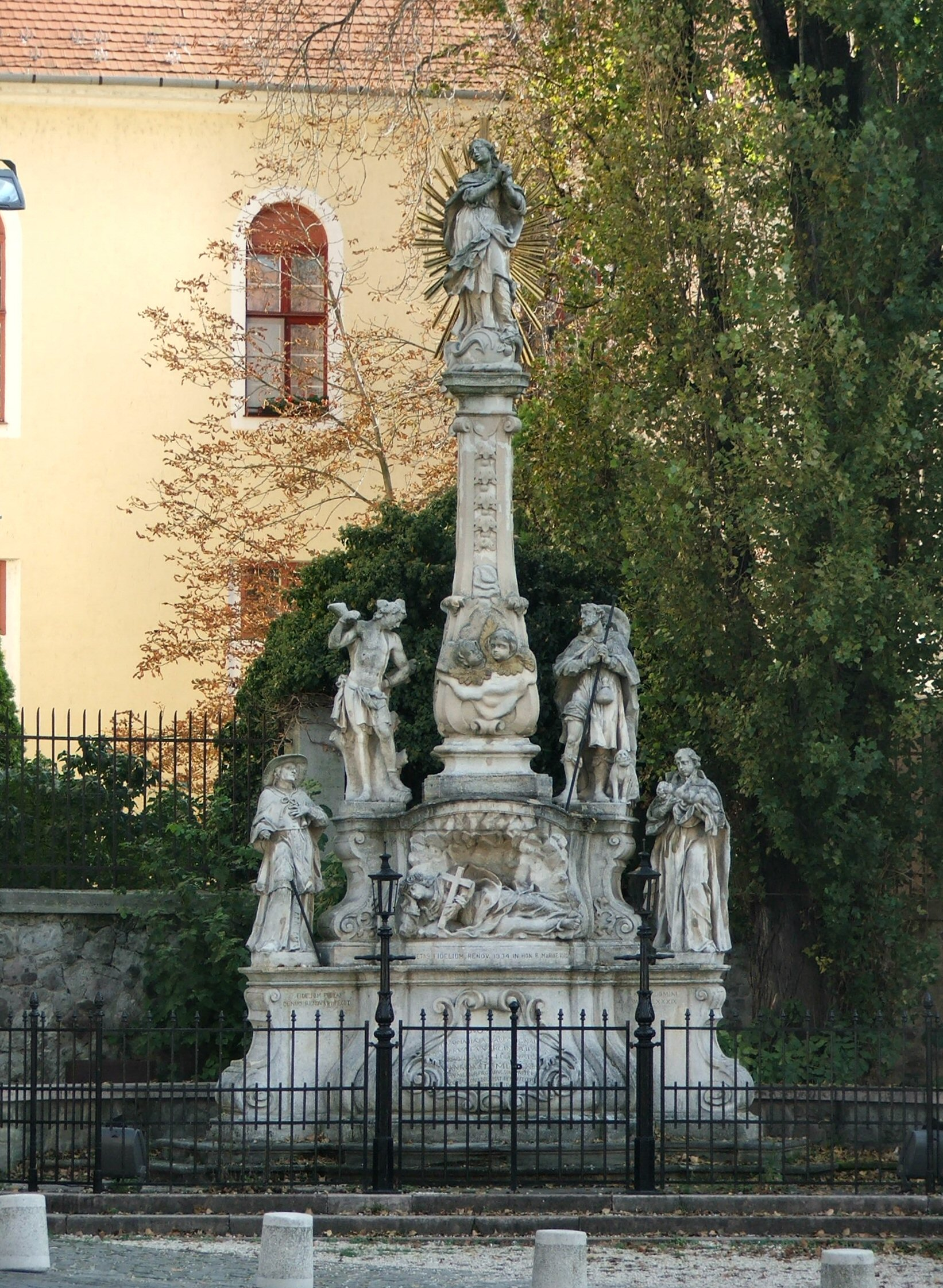
Pestis-Madonna szobor, 2005

- A Pázmány Péter utca és a Liszt Ferenc utca sarkán található, a Hild József tervei alapján 1853-ban készült épület, mely a Főszékesegyházi Könyvtárnak, a Bibliothekának ad helyet. A könyvtár jelentős kódex és ősnyomtatvány anyaggal rendelkezik.
- Közvetlenül mellette áll a barokk, úgynevezett Reviczky-ház, melynek kapuja felett látható a család vágtató lovast ábrázoló címere. Emeletes, L alaprajzú műemléki épület.
- A Pázmány Péter u. 9. alatt álló egyemeletes ház (a volt ún. Polusin-ház) a falán elhelyezett emléktábla szerint az esztergomi bég lakóhelye volt 1602-ben. A táblán az évszám helytelenül lett feltüntetve, hiszen 1595 és 1605 között keresztény kézen volt a város. Maga az épület két külön házból épült össze.
- A Katona István utca – Kis-Duna sétány – Pázmány Péter u. – Mindszenty tér által közbezárt terület a 20. század elején épült iskolakomplexum. A huszadik század óta számos oktatási intézmény kapott helyet itt, jelenleg a Szent Erzsébet Iskola működik a falai közt.
- A volt Közgazdasági Szakközépiskola mellett, a Pázmány Péter utca 18. alatt található az egyemeletes volt ferences rendház, mely az 1750-es évekre készült el, s ma a Szatmári Irgalmas Nővérek rendháza. A rendház mellett áll az egytornyú Vízivárosi Szent Kereszt ferences templom, mely a rendházzal egyidős.
- A Pázmány Péter u. 13. alatt áll az egyemeletes, barokk stílusban épült régi Vármegye Háza. Esztergom felszabadulása után feltehetőleg Keresztély Ágost esztergomi érsek építette középkori alapokra, de nem a királyi városban, hanem az érseki fennhatóság alatt álló Vízivárosban, ezzel is jelezve, hogy a mindenkori érsek a vármegye örökös főispánja is egyben. 1714 és 1805 között használta székházként Esztergom vármegye. 1808-ban Kremlitska Antal posztós, majd 1825-ben Gramling Ignác, az érseki uradalom ácsmestere vásárolta meg. Ma itt találhatók a Balassa Bálint Múzeum kiállítótermei és raktárhelyiségei. Falán emléktábla jelzi, hogy „Ez volt Esztergom vármegye régi székháza”.
- A volt megyeháza melletti földszintes ház mai formájában barokk, azonban jelentős része török kori.
- A Mindszenty Hercegprímás tere 5. sz. épülete, mely szemben áll a vízivárosi templommal, copf stílusban épült 1780 körül. A Mindszenty tér és a Pázmány utca találkozásánál áll az iskolatömb sarkán a Pestis Madonna szoborcsoport, mely az 1739-es pestisjárvány emlékére készült 1740-ben.

## Lásd még
- Belváros (Esztergom)
- Bottyán János utca (Esztergom)
- Széchenyi tér (Esztergom)
- Deák Ferenc utca (Esztergom)